# Вуковине
Вуковине је насељено мјесто у Босни и Херцеговини, у општини Завидовићи, које административно припада Федерацији Босне и Херцеговине. Према попису становништва из 2013. године, у насељу је живјело 138 становника, а према попису становништва из 1991. у насељу је живјело 332 становника.

## Становништво
| Националност | 1991.        | 1981.        | 1971.        | 1961. |
| Срби         | 234 (70,48%) | 233 (68,93%) | 262 (72,97%) |       |
| Муслимани    | 77 (23,19%)  | 98 (28,99%)  | 95 (26,45%)  |       |
| Југословени  | 20 (6,02%)   | 5 (1,48%)    |              |       |
| Хрвати       | 1 (0,30%)    | 1 (0,29%)    | 1 (0,28%)    |       |
| Црногорци    |              | 1 (0,29%)    | 1 (0,28%)    |       |
| Укупно       | 332          | 338          | 359          | '     |

| Демографија | Демографија | Демографија |
| Година      | Становника  | Становника  |
| ----------- | ----------- | ----------- |
| 1961.       | 309         |             |
| 1971.       | 359         |             |
| 1981.       | 338         |             |
| 1991.       | 332         |             |
| 2013.       | 138         |             |